# Хепојарви
Хепојарви (рус. Хепоярви; фин. Hepojärvi) моренско је језеро на северозападу европског дела Руске Федерације. Налази се на територији Всеволошког рејона, на северозападу Лењинградске области. Географски се налази на Лемболовском побрђу, моренском брежуљкастом подручју у централном делу Карелијске превлаке. Припада басену језера Ладога. На његовим обалама налази се варошица Токсово.
Површина језера је 4,2 км², а како нема ни једну притоку површина његовог сливног подручја је 0 км². Просечна дубина је 4,1 метара, максимална до 12,5 метара. Површина језера лежи на надморској висини од 60 метара. Од Кавголовског језера на западу одвојено је уском гредом дужине до 5 километара и ширине до максимално једног километра.
Из језера отиче река Морје (дужина тока 43 км), притока језера Ладога.